# Pro Evolution Soccer 2016
 (août 2015).
Si vous disposez d'ouvrages ou d'articles de référence ou si vous connaissez des sites web de qualité traitant du thème abordé ici, merci de compléter l'article en donnant les références utiles à sa vérifiabilité et en les liant à la section « Notes et références ».
Pro Evolution Soccer 2016, régulièrement abrégé PES 2016 et connu également sous le nom de Winning Eleven 2016 en Asie, est un jeu vidéo de football de la série Pro Evolution Soccer développé et publié par Konami, sorti en septembre 2015 sur Microsoft Windows, PlayStation 3, PlayStation 4, Xbox 360 et Xbox One.
Après Mario Götze sur Pro Evolution Soccer 2015, c'est Neymar qui est présent sur la jaquette. Konami a confirmé que les licences Ligue des champions, Ligue Europa et Supercoupe d'Europe seront proposées jusqu'en 2018.  
Une démo du jeu est sortie le 13 août 2015.

## Licences
Le 10 septembre 2015, le site de Konami dévoile les licences et nouveautés qui seront présentes dans le jeu. Ainsi, la ligue chilienne, inexistante dans la version précédente, fait son apparition dans Pro Evolution Soccer 2016. Par ailleurs, la Bundesliga n'est toujours pas présente ; seules trois équipes sont présentes sous licence. D'autre part, de nouvelles sélections nationales participantes à l'Euro 2016 ont été ajoutées. Enfin, sept nouveaux stades ont également été incorporés.

## Bande-son
La bande-son est composée de treize titres.
- Queen – We Will Rock You
- Joywave – Somebody New
- Broken Bells – After the Disco
- Passion Pit – Lifted Up (1985)
- Ásgeir Trausti – In Harmony
- St. Lucia – Elevate
- Royal Blood – Figure It Out
- Saint Motel – My Type
- Dillon Francis feat. Sultan & Ned Shepard – When We Were Young (fea. The Chain Gang of 1974)
- Clean Bandit – Rather Be (feat. Jess Glynne)
- Madeon – You’re On (feat. Kyan)
- Vinyl Theatre – Shine On
- CTS – Love the Past, Play the Futur

La liste des commentateurs a été annoncée en août 2015. En France, il s'agit du même duo de commentateurs depuis 2013, Grégoire Margotton et Darren Tulett. De nouveaux commentateurs ont été choisis pour le Royaume-Uni et l’Allemagne, Peter Drury et Marco Hagemann rejoignant l’équipe PES. De plus, de nombreuses nouvelles répliques et anecdotes ont été enregistrées pour la Ligue des Masters, réagissant aux transferts de joueurs, leur progression et les performances d’équipe.
- Allemagne : Marco Hagemann et Hansi Küpper
- Royaume-Uni : Peter Drury et Jim Beglin
- Espagne : Carlos Martínez et  Julio “Maldini” Maldonado
- France : Grégoire Margotton et Darren Tulett
- Grèce : Christos Sotirakopoulos et Yiorgos Thanailakis
- Italie : Fabio Caressa et Luca Marchegiani
- Territoires arabes : Raouf Ben Khalif

## UEFA Euro 2016
Les utilisateurs de PES 2016 sur PlayStation 4, Xbox One, PlayStation 3, Xbox 360 et Windows PC ont pu télécharger le contenu UEFA Euro 2016 gratuitement.
Tous les effectifs seront les mêmes que ceux des nations qualifiées, et les styles de jeu individuels et collectifs seront répliqués à l'identique grâce aux nouveaux systèmes Player ID et Team ID.